# Fourneaux, Loire
Fourneaux là một xã trong tỉnh Loire miền trung nước Pháp.